# Goianésia do Pará
Goianésia do Pará är en kommun i Brasilien.   Den ligger i delstaten Pará, i den centrala delen av landet, 1 300 km norr om huvudstaden Brasília. Antalet invånare är 30 437.
I omgivningarna runt Goianésia do Pará växer i huvudsak städsegrön lövskog. Runt Goianésia do Pará är det mycket glesbefolkat, med 4 invånare per kvadratkilometer.